# Arthur Illgen
Arthur Illgen (né le 22 mai 1905 à Berlin, mort le 11 mai 1943 à la prison de Plötzensee, Berlin) est un résistant allemand au nazisme.

## Biographie
Illgen naît dans une famille nombreuse, son père est un artiste du lettrage. Il fait un apprentissage de peintre qu'il ne peut terminer pour des raisons financières. Il travaille ensuite comme ouvrier non qualifié, peintre en bâtiment et peintre artistique.
En 1932, après avoir d'abord appartenu à des clubs de sport et de chant sociaux-démocrates, Illgen rejoint le Parti communiste d'Allemagne (KPD). Après l'arrivée au pouvoir des nazis, Illgen, fidèle à ses convictions, s'engage contre la dictature et fait partie d'un groupe de résistance communiste autour du typographe Hans-Georg Vötter. 
À partir de 1939, Illgen travaille pour AEG à Berlin, où il étudie pour devenir dessinateur technique. Une nuit, avec ses collègues de travail d'AEG Werner Steinbrinck (de) et Joachim Franke (de), il peint le slogan "Hitler Démission" en grandes lettres rouges sur le mur extérieur de l'usine de câbles et de batteries AEG à Berlin-Oberschöneweide. En tant que membre du groupe, il distribue des tracts illégaux dirigés contre la dictature nazie. Il recrute également des collègues de travail, comme Adolf Bittner (de), pour travailler dans la résistance. Le groupe est étroitement lié à l'entourage d'Herbert Baum et joue un rôle clé dans l'incendie criminel de l'exposition de propagande nazie Le Paradis soviétique le 18 mai 1942, à la suite de laquelle le groupe est exposé.
Le 22 mai 1942, Illgen est arrêté. Avec Vötter, son épouse Charlotte, Adolf Bittner ainsi que Werner Schaumann (de) et Hildegard Jadamowitz, Illgen est jugé devant le 2e Sénat du Volksgerichtshof : dans le verdict du 5 février 1943, tous les six sont reconnus coupables. Illgen et les trois autres hommes sont condamnés à mort ; les femmes sont condamnées à des peines de prison.
Illgen est guillotiné le 11 mai 1943 dans la prison de Berlin-Plötzensee.

## Commémorations
Une rue portant le nom d'Illgen à Schulzendorf, dans le Brandebourg, et une pierre commémorative au Wilhelminenhofstrasse 75 à Berlin-Oberschöneweide le commémorent. Le nom d'Illgen figure également sur une plaque commémorative inaugurée en 1947 à l'occasion de la Journée des victimes du fascisme, visible au premier étage de l'ancien hôtel de ville de Kreuzberg, Yorckstrasse 4.